# Opoul-Périllos
Opoul-Périllos (på Catalansk: Òpol i Perellós) er en kommune i departementet Pyrénées-Orientales i Sydfrankrig. Kommunen har navn efter byen Opoul og den nu forladte by Périllos.

## Geografi
Opoul ligger i Corbières 24 km nord for Perpignan. Périllos ligger yderligere 10 km nord for Opoul.

## Demografi

### Udvikling i folketal
| 1962                                                              | 1968 | 1975 | 1982 | 1990 | 1999 | 2007 | 2015  | 2017  |
| ----------------------------------------------------------------- | ---- | ---- | ---- | ---- | ---- | ---- | ----- | ----- |
| 555                                                               | 531  | 482  | 552  | 585  | 595  | 755  | 1.135 | 1.199 |
| Tal fra og med 1962 er uden dobbelttælling (sans doubles comptes) |      |      |      |      |      |      |       |       |